# Lưu Trọng Nguyên
Lưu Trọng Nguyên (sinh năm 1969) là  Kiểm sát viên cao cấp Việt Nam. Ông từng có chức danh Kiểm sát viên Viện kiểm sát nhân dân tối cao. Ông hiện giữ chức vụ Phó Vụ trưởng Vụ thực hành quyền công tố và kiểm sát điều tra án xâm phạm hoạt động tư pháp; tham nhũng, chức vụ xảy ra trong hoạt động tư pháp (Vụ 6) Viện kiểm sát nhân dân tối cao Việt Nam. 

## Tiểu sử
Lưu Trọng Nguyên là đảng viên Đảng Cộng sản Việt Nam.
2011, Phó Trưởng phòng 2 Vụ Vụ thực hành quyền công tố và kiểm sát điều tra án hình sự về trật tự xã hội
Ngày 25 tháng 6 năm 2012, Lưu Trọng Nguyên được Chủ tịch nước Trương Tấn Sang ký Quyết định số 885/QĐ-CTN bổ nhiệm chức danh Kiểm sát viên Viện kiểm sát nhân dân tối cao.
2013, Trưởng phòng 2 Vụ Vụ thực hành quyền công tố và kiểm sát điều tra án hình sự về trật tự xã hội
Tháng 1 năm 2017, ông là Phó Vụ trưởng Vụ thực hành quyền công tố và kiểm sát điều tra án xâm phạm hoạt động tư pháp; tham nhũng, chức vụ xảy ra trong hoạt động tư pháp (Vụ 6).